# Lochmaea crataegi
Lochmaea crataegi är en skalbaggsart som först beskrevs av Forster 1771.  Lochmaea crataegi ingår i släktet Lochmaea, och familjen bladbaggar. Arten är reproducerande i Sverige.

## Bildgalleri

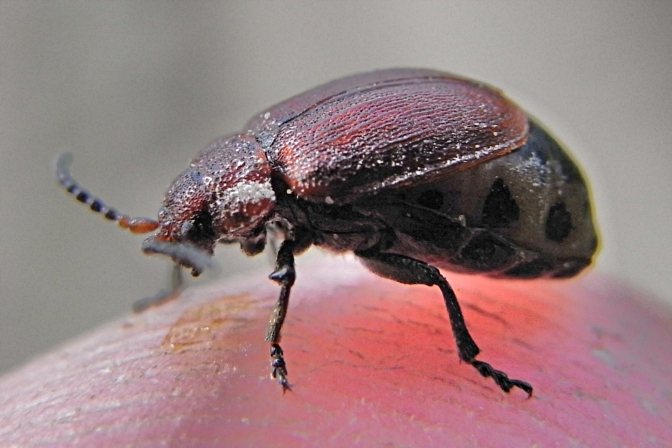
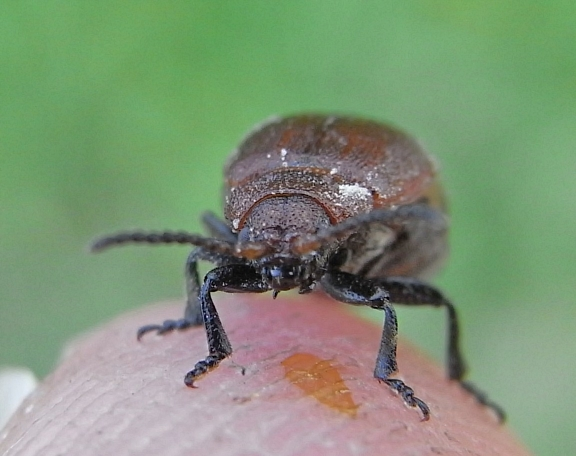
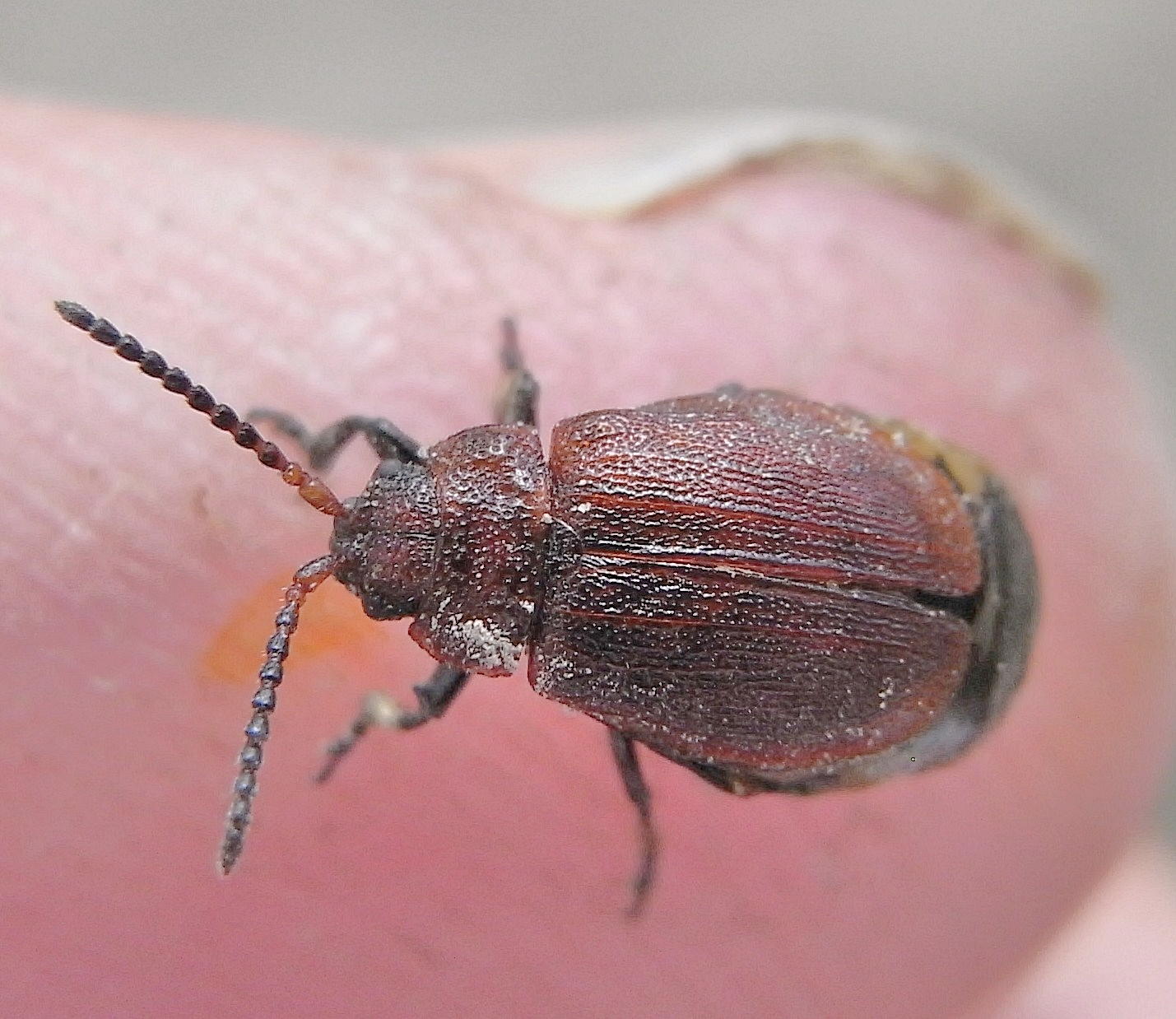
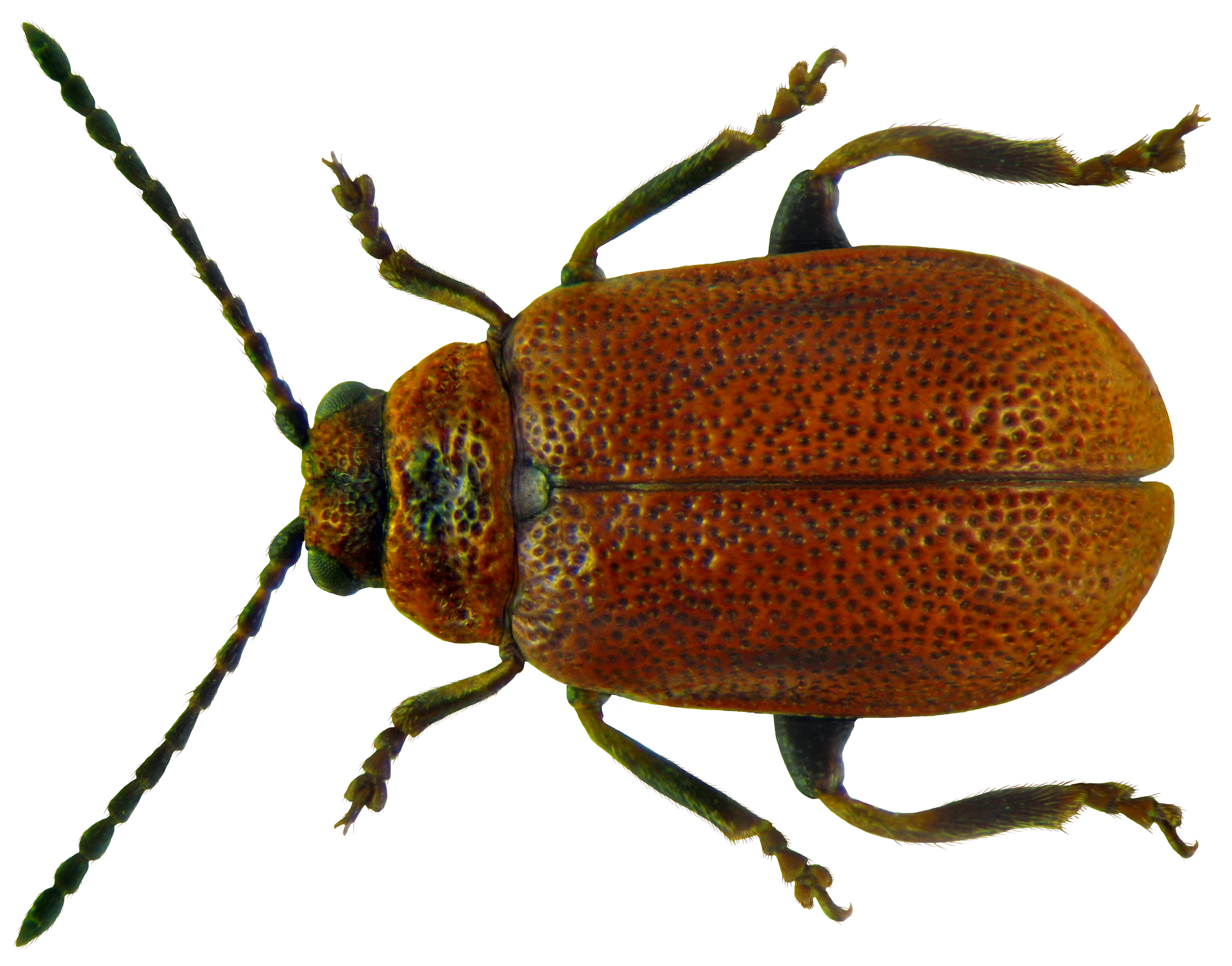